# Silvaninus consors
Silvaninus consors is een keversoort uit de familie spitshalskevers (Silvanidae). De wetenschappelijke naam van de soort werd in 1900 gepubliceerd door David Sharp.